# Bad Trip (film, 2003)
Pour les articles homonymes, voir Bad trip (homonymie).
Pour plus de détails, voir Fiche technique et Distribution.
Bad Trip (The Locals) est un film néo-zélandais réalisé par Greg Page, sorti en 2003.

## Synopsis
Les deux amis Grant et Paul partent en week-end à la plage à la recherche de sexe, drogues et rock'n roll. 
Alors que la nuit tombe ils rencontrent deux charmantes jeunes filles, Lisa et Kelly, qui les invitent à une fête. 
Mais ils ont un accident de voiture, et vont devoir affronter les villageois du coin, qui n'ont pas spécialement l'air amicaux...

## Fiche technique
- Titre : Bad Trip
- Titre original : The Locals
- Réalisation : Greg Page
- Scénario : Greg Page
- Production : Steve Sachs, Chris Brown et Katherine Butler
- Sociétés de production : New Zealand Film Commission, Pictures in Paradise Pty et Rocket Pictures
- Musique : Victoria Kelly
- Photographie : Bret Nichols
- Montage : Wayne Cook
- Décors : Gary Mackay
- Costumes : Lesley Burkes-Harding
- Pays d'origine : Nouvelle-Zélande
- Format : Couleurs - 1,85:1 - Dolby Digital - 35 mm
- Genre : Horreur, thriller et fantastique
- Durée : 88 minutes
- Dates de sortie : 2 octobre 2003 (Nouvelle-Zélande), 12 mai 2005 (sortie DVD France)

## Distribution
- John Barker : Grant
- Dwayne Cameron : Paul
- Kate Elliott : Kelly
- Aidee Walker : Lisa
- Paul Glover : Martin
- Glen Levy : Tone
- Dave Gibson : Nev
- Peter McCauley : Bill
- Kayte Ferguson : Anna

## Autour du film
- Le tournage s'est déroulé à Auckland dans le Waikato, en Nouvelle-Zélande.
- La pré-production du film dura deux ans.
- Le cinéaste fait une petite apparition (non créditée), dans le rôle d'un habitant avec une lanterne.
- Le film fut projeté en France le 27 janvier 2005 dans le cadre du festival Fantastic'Arts de Gérardmer.

## Distinctions
- Prix de la meilleure contribution à une bande originale de film pour Tim Prebble, Dave Whitehead et Gethin Creagh, lors des New Zealand Film and TV Awards 2003.
- Nomination au prix du meilleur film, lors du festival Fantasporto 2004.